# Lim Teong Kim
Lim Teong Kim, né le 26 août 1963 à Malacca en Malaisie, est un footballeur international malaisien. Il évoluait au poste d'attaquant.

## Palmarès

### En club
- Kuala Lumpur FA :
  - Champion de Malaisie en 1986 et 1989.
  - Vainqueur de la Coupe de Malaisie en 1987, 1988 et 1989.
  - Vainqueur de la Supercoupe de Malaisie en 1988.

- Kedah FA :
  - Champion de Malaisie en 1993.
  - Vainqueur de la Coupe de Malaisie en 1993.
  - Vainqueur de la Supercoupe de Malaisie en 1994.